# Вулиця Василя Доманицького (станція швидкісного трамвая)
50°25′47″ пн. ш. 30°23′12″ сх. д. / 50.42972° пн. ш. 30.38667° сх. д.
Вулиця Васи́ля Домани́цького — станція Правобережної лінії Київського швидкісного трамваю, розташована на нешвидкісній ділянці між станціями «Гната Юри» та «Бульвар Миколи Руденка». Відкрита в 1970 році, як зупинка, а 20 квітня 2018 року, після будівництва платформ, як станція. Станція має дві берегові платформи з навісами над ними. Вхід на платформи через турнікети. Перехід через колії та вулицю наземний, регулюється світлофорами. Вестибюль відсутній. Біля переходу розташовані дві малих будівлі для кас, охорони, технологічного обладнання, біотуалету та сміттєзбірника.

## Історія
Зупинка була відкрита в 1970 році як частина траси трамвайного маршруту № 17, що тоді став ходити від станції метро «Завод „Більшовик“» (теперішня назва — Шулявська) до «Вулиці Сім'ї Сосніних» (теперішня назва — вулиця Зодчих), та № 1 («Палацу спорту» — «Вулиці Сім'ї Сосніних»), що ходив тоді ходив бульваром Івана Лепсе (теперішня назва — Вацлава Гавела) та Брест-литовським проспектом (теперішня назва — Берестейський проспект). А в 1977 році зупинка стала частиною швидкісного трамвайного маршруту № 1, що став ходив по сучасній трасі.
Закрита на реконструкцію на початку жовтня 2016 року. Введення в експлуатацію станції спочатку планувалось наприкінці грудня 2017 року, але потім було перенесено на весну 2018 року. 20 квітня 2018 року станція швидкісних трамваїв відкрита після реконструкції, на ній зупиняються трамваї маршрутів № 1 і № 2.
8 грудня 2022 року Київська міська рада перейменувала вулицю Генерала Потапова на честь Василя Доманицького — українського літературознавця, письменника, історика, фольклориста, публіциста, громадсько-політичного діяча, внаслідок чого станція, яка назва на честь вулиці, також отримала нову назву.